# ملحة الحباب
ملحة الحباب: إحدى مراكز محافظة طريب. تقع في شرق المحافظة على مسافة 70 كيلاً، ويقطنها 734 نسمة.